# Hammer ska
「hammer ska」（ハンマー・スカ）は日本のバンド10-FEETの13枚目のシングルである。2010年9月8日発売。発売元はユニバーサルミュージック。

## 概要
前作から約1年2ヶ月ぶりとなるシングル。キャッチコピーは「10-FEET節炸裂のダイバー＆モッシャー必携チューン!!!」。表題曲「hammer ska」はコナミの音楽ゲーム『jubeat knit』に収録されているが、jubeat saucer fulfillで削除された。

## 収録曲
1. hammer ska
作詞・作曲：TAKUMA、編曲：10-FEET
2. rainy morning
作詞・作曲：TAKUMA、編曲：10-FEET
3. 求め合う日々
作詞・作曲：TAKUMA、編曲：10-FEET